# Crataegus arborea
Crataegus arborea är en rosväxtart som beskrevs av Chauncey Delos Beadle. Crataegus arborea ingår i hagtornssläktet som ingår i familjen rosväxter. Utöver nominatformen finns också underarten C. a. arborea.